# Komparator (Digitaltechnik)
Ein Komparator in der Digitaltechnik ist ein elektronischer Schaltkreis, der zwei digitale Werte vergleicht.

## Identitäts-Komparator

Aufbau eines Identitäts-Komparators

Identitäts-Komparatoren (englisch Identity Comparator) testen zwei Bits auf Gleichheit, was mit Hilfe eines XNOR-Gatters erfolgt. Für den Vergleich von Bytes werden je zwei gleichwertige Bits miteinander verglichen und das Ergebnis mit einem Und-Gatter verknüpft.
| Vergleicht   | Familie | Bezeichnung        |
| ------------ | ------- | ------------------ |
| 2×8-bit-Byte | TTL     | SN74LS688 (von TI) |
| 2×9-bit-Byte | TTL     | AM29809 (von AMD)  |

## Größen-Komparator

Aufbau eines 1-Bit Größen-Komparators

Größen-Komparatoren (engl. Magnitude Comparator) können zusätzlich zur Gleichheit auch auf die Relationen Größer und Kleiner testen. Um den Größenvergleich durchführen zu können, müssen die beiden Zahlen auf die gleiche Weise codiert sein. Zusätzlich muss der Größen-Komparator auf den jeweils verwendeten Code ausgelegt werden.
| a | b |  | ya>b | ya=b | ya<b |
| - | - |  | ---- | ---- | ---- |
| 0 | 0 |  | 0    | 1    | 0    |
| 0 | 1 |  | 0    | 0    | 1    |
| 1 | 0 |  | 1    | 0    | 0    |
| 1 | 1 |  | 0    | 1    | 0    |

### n-bit-Größen-Komparator
Ein n-bit-Größen-Komparator beruht auf der Grundlage, dass die Differenz aus den zu vergleichenden Größen gebildet wird und das Ergebnis auf 0, <0, >0 geprüft wird. Das Addierwerk beruht im Dualcode auf der Addition des Zweierkomplement, also (-B) ist dasselbe wie (+!B + 1). Bei der Addition einer Zahl mit ihrer invertierten Zahl (zum Beispiel 1001101 + 0110010 = 1111111) sind im Ergebnis alle Bits 1. Wird eine Zahl von sich selber abgezogen, (A − A = A + (!A + 1) = 0, carry=1) ist das Ergebnis 0, mit Übertrag 1.
Soll A mit B verglichen werden, dann gilt:

Schematischer Aufbau eines n-Bit Größenkomparators

| Bedingung | Hinweis   | Äquivalent    | Zwischenergebnis | Carry | Ergebnis |
| --------- | --------- | ------------- | ---------------- | ----- | -------- |
| A == B    | A = B     | B +!B + 1     | b'1..11 + 1      | 1     | 0        |
| A > B     | A = B + d | B + d +!B + 1 | b'1..11 + 1 + d  | 1     | d        |
| A < B     | A = B - d | B - d +!B + 1 | b1..11 + 1 -d    | 0     | -d       |

| Vergleicht   | Familie | Bezeichnung             |
| ------------ | ------- | ----------------------- |
| 2×5-bit-Byte | ECL     | MC10166                 |
| 2×8-bit-Byte | TTL     | SN74LS682 bis SN74LS689 |

### Erweiterung
Zum Vergleich von Bytes, die mehr Stellen aufweisen, als dies vom Komparator-Baustein vorgegeben ist, kann man mehrere Komparatoren seriell oder parallel verschalten. Die parallele Lösung hat hierbei bei Bytes mit vielen Stellen den Vorteil einer geringeren Latenz, wodurch eine höhere Geschwindigkeit resultiert. Der serielle Aufbau empfiehlt sich lediglich, wenn dadurch weniger Komparator-Bausteine verwendet werden müssen.
|  |  |

### Implementierung in Verilog
Das folgende Beispiel zeigt die Implementierung eines 8-bit Größen-Komparators in Verilog:
```
module
 
comparator_2x8bit
(

    
input
 
[
7
:
0
]
 
A
,
     
// A: 8-bit Eingabewert

    
input
 
[
7
:
0
]
 
B
,
     
// B: 8-bit Eingabewert

    
output
 
reg
 
A_gt_B
,
 
// Ausgabebit für A > B

    
output
 
reg
 
A_eq_B
,
 
// Ausgabebit für A == B

    
output
 
reg
 
A_lt_B
  
// Ausgabebit für A < B

);

always
 
@(
*
)
 
begin

    
// Ausgabe auf 0 setzen

    
A_gt_B
 
=
 
0
;

    
A_eq_B
 
=
 
0
;

    
A_lt_B
 
=
 
0
;

    
if
 
(
A
 
>
 
B
)

        
A_gt_B
 
=
 
1
;

    
else
 
if
 
(
A
 
==
 
B
)

        
A_eq_B
 
=
 
1
;

    
else
 
if
 
(
A
 
<
 
B
)

        
A_lt_B
 
=
 
1
;

end

endmodule

```

### Implementierung in VHDL
Das folgende Beispiel zeigt die Implementierung eines 8-bit Größen-Komparators in VHDL:
```
library
 
IEEE
;

use
 
IEEE.STD_LOGIC_1164.
ALL
;

use
 
IEEE.STD_LOGIC_ARITH.
ALL
;

use
 
IEEE.STD_LOGIC_UNSIGNED.
ALL
;

entity
 
comparator_2x8bit
 
is

    
Port
 
(

        
A
 
:
 
in
  
STD_LOGIC_VECTOR
 
(
7
 
downto
 
0
);
 
-- A: 8-bit Eingabewert

        
B
 
:
 
in
  
STD_LOGIC_VECTOR
 
(
7
 
downto
 
0
);
 
-- B: 8-bit Eingabewert

        
A_gt_B
 
:
 
out
 
STD_LOGIC
;
 
-- Ausgabebit für A > B

        
A_eq_B
 
:
 
out
 
STD_LOGIC
;
 
-- Ausgabebit für A == B

        
A_lt_B
 
:
 
out
 
STD_LOGIC
 
-- Ausgabebit für A < B

    
);

end
 
comparator_2x8bit
;

architecture
 
Behavioral
 
of
 
comparator_2x8bit
 
is

begin

    
process
(
A
,
 
B
)

    
begin

        
if
 
A
 
>
 
B
 
then

            
A_gt_B
 
<=
 
'1'
;

            
A_eq_B
 
<=
 
'0'
;

            
A_lt_B
 
<=
 
'0'
;

        
elsif
 
A
 
=
 
B
 
then

            
A_gt_B
 
<=
 
'0'
;

            
A_eq_B
 
<=
 
'1'
;

            
A_lt_B
 
<=
 
'0'
;

        
else

            
A_gt_B
 
<=
 
'0'
;

            
A_eq_B
 
<=
 
'0'
;

            
A_lt_B
 
<=
 
'1'
;

        
end
 
if
;

    
end
 
process
;

end
 
Behavioral
;

```